# Maison de la justice de Kotka
La  Maison de la justice de Kotka (en finnois : Kotkan Oikeustalo) est un bâtiment situé dans le quartier de Kotkansaari à Kotka en Finlande.

## Description
Le bâtiment est construit en 1909 selon les plans de Gustaf Nyström pour servir de bureau de la banque de Finlande.
En 1993, l'édifice est transformé pour accueillir l'université d'Helsinki pendant 15 ans.
Le Tribunal de la Vallée de la Kymi s'y installe le 1er mai 2012.